# Trisettore di Cartesio
Il trisettore di Cartesio è uno strumento per eseguire la trisezione di un angolo inferiore ai 180° gradi.
Questo strumento è stato inventato nel 1619 dal matematico e filosofo René Descartes.
Esso è formato da quattro aste principali incernierate, per un estremo,  ad un perno. Su ciascuna delle due aste più interne scorre un cursore. Da ciascuno di questi cursori partono due aste di pari lunghezza che hanno l'altro estremo incernierato con ciascuna delle aste principali limitrofe a perni che si trovano fissati a distanze uguali dal perno principale.
Per effettuare la trisezione, si piazza il perno principale nell'origine dell'angolo e si fanno coincidere le aste esterne con i lati dell'angolo.